# John Houseman
Pour les articles homonymes, voir Houseman et Hausmann.
John Houseman, est un acteur, enseignant, producteur, réalisateur et scénariste américano-romano-britannique, né le 22 septembre 1902 à Bucarest (Roumanie), et mort le 31 octobre 1988 à Malibu, en Californie (États-Unis).

## Biographie
Né « Jacques Haussmann », d'une mère britannique et d'un père alsacien de confession juive et négociant en grains, devenu John Houseman quand il prit la nationalité américaine, il commence à travailler aux côtés d'Orson Welles à partir des années 1934-1937, principalement dans le cadre du Federal Theatre Project (en), un programme lancé par l'administration Roosevelt et destiné à soutenir les arts vivants au moment de la Dépression économique. Après, entre autres, un Macbeth (1936) monté avec des comédiens noirs, puis la comédie musicale The Cradle Will Rock (1937) de Marc Blitzstein, Houseman et Welles fondent ensemble la compagnie Mercury Theatre (en) et poursuivent leur collaboration avec Citizen Kane mais leur amitié prend fin au cours de l'élaboration du film.
Entre 1945 et 1962, Houseman est producteur pour la Paramount, les studios Universal et la Metro-Goldwyn-Mayer, entre autres pour Le Dahlia bleu (1947), Les Ensorcelés (1952) ou Jules César (1953).
En 1968, il devient le directeur d'un nouveau département, la « New Drama Division », à la Julliard School de New York, poste qu'il conserve jusqu'en 1976.
En 1974, il reçoit l'Oscar du meilleur acteur dans un second rôle pour son interprétation dans The Paper Chase (1973).

## Filmographie

### Comme acteur
- 1938 : Too Much Johnson : Duelist
- 1964 : Sept jours en mai (Seven Days in May) : Vice-Adm. Farley C. Barnswell
- 1973 : The Paper Chase : Charles W. Kingsfield Jr. — Oscar du meilleur acteur dans un second rôle
- 1975 : Rollerball : Bartholomew
- 1975 : Beyond the Horizon (TV)
- 1975 : Les Trois Jours du condor (Three Days of the Condor) : Wabash
- 1975 : Fear on Trial (TV) : Mike Collins
- 1976 : The Adams Chronicles (en) (feuilleton TV) : Justice Gridley
- 1976 : Truman at Potsdam (TV) : Winston Churchill
- 1976 : Hazard's People (TV)
- 1976 : Monsieur Saint-Ives (St. Ives) : Abner Procane
- 1976 : Captains and the Kings (feuilleton TV) : Judge Newell Chisholm
- 1976 : Six Characters in Search of an Author (TV) : The Director
- 1977 : The Displaced Person (TV) : Priest
- 1977 : Intrigues à la Maison Blanche (Washington: Behind Closed Doors) (feuilleton TV) : Myron Dunn
- 1977 : The Best of Families (feuilleton TV) : Host
- 1977 : Aspen (mini-série) : Joseph Merrill Drummond
- 1978 : Le Privé de ces dames (The Cheap Detective) de Robert Moore : Jasper Blubber
- 1979 : Old Boyfriends (en) de Joan Tewkesbury (en) : Doctor Hoffman
- 1979 : The Last Convertible (feuilleton TV) : Dr Wetherell
- 1979 : Terreur à bord (The French Atlantic Affair) (feuilleton TV) : Dr Archady Clemens
- 1980 : Fog (The Fog) : Mr. Machen
- 1980 : Le Droit à la justice (Gideon's Trumpet) (TV) : Chief Justice / Offscreen Narrator
- 1980 : Wholly Moses! : The Archangel
- 1980 : My Bodyguard de Tony Bill : Mr. Dobbs
- 1980 : The Babysitter (en) (TV) : Dr Lindquist
- 1980 : A Christmas Without Snow (TV) : Ephraim Adams
- 1981 : Le Fantôme de Milburn (Ghost Story) : Sears James
- 1982 : Freedom to Speak (feuilleton TV) : Benjamin Franklin
- 1982 : Rose for Emily : Narrator
- 1982 : Marco Polo (feuilleton TV) : Patriarch of Aquileia
- 1982 : Ricky ou la Belle Vie (Silver Spoons) (série télévisée) : Edward Stratton II
- 1982 : Meurtre par téléphone (Murder by Phone) de Michael Anderson : Stanley Markowitz
- 1983 : The Skin of Our Teeth (TV) : Network Newscaster
- 1983 : Le Souffle de la guerre (The Winds of War) (feuilleton TV) : Aaron Jastrow
- 1985 : A.D. (mini-série) : Gamaliel
- 1987 : Our Planet Tonight (TV) : Host
- 1988 : Noble House (feuilleton TV) : Sir Geoffrey Allison
- 1988 : Lincoln (TV) : Gen. Winfield Scott
- 1988 : Les Feux de la nuit (Bright Lights, Big City) : Mr. Vogel
- 1988 : Une autre femme (Another Woman) : Le père de Marion
- 1988 : Fantômes en fête (Scrooged) de Richard Donner : Lui-même
- 1988 : Y a-t-il un flic pour sauver la reine ? (The Naked Gun: From the Files of Police Squad!) : le moniteur de l'auto-école

### Comme producteur
- 1938 : Too Much Johnson
- 1945 : The Unseen
- 1946 : Sorry, Wrong Number (TV)
- 1946 : Le Bel Espoir (Miss Susie Slagle's)
- 1946 : Le Dahlia bleu (The Blue Dahlia)
- 1948 : Lettre d'une inconnue (Letter from an Unknown Woman)
- 1948 : Les Amants de la nuit (They Live by Night)
- 1949 : Fireside Theatre (en) (série télévisée)
- 1951 : The Company She Keeps
- 1952 : La Maison dans l'ombre (On Dangerous Ground)
- 1952 : Holiday for Sinners
- 1952 : Les Ensorcelés (The Bad and the Beautiful)
- 1953 : Jules César (Julius Caesar)
- 1954 : La Tour des ambitieux (Executive Suite)
- 1954 : Les Fils de Mademoiselle (Her Twelve Men)
- 1955 : La Toile d'araignée (The Cobweb)
- 1955 : Les Contrebandiers de Moonfleet (Moonfleet)
- 1956 : La Vie passionnée de Vincent van Gogh (Lust for Life)
- 1957 : The Seven Lively Arts (série télévisée)
- 1962 : L'Ange de la violence (All Fall Down)
- 1962 : Quinze jours ailleurs (Two Weeks in Another Town)
- 1963 : Dans la douceur du jour (In the Cool of the Day)
- 1966 : Propriété interdite (This Property Is Condemned), de Sydney Pollack
- 1966 : Evening Primrose (TV)
- 1980 : Le Droit à la justice (Gideon's Trumpet) (TV)
- 1983 : Choices of the Heart (TV)

### Comme scénariste
- 1943 : Jane Eyre (Jane Eyre), de Robert Stevenson

### Comme réalisateur
- 1946 : Sorry, Wrong Number (TV)

## Récompenses et distinctions
- Golden Globes 1974 : Golden Globe du meilleur acteur dans un second rôle pour La Chasse aux diplômes
- Oscars 1974 : Oscar du meilleur acteur dans un second rôle pour La Chasse aux diplômes